# Semat (reina)
Semat (Sm3.t, "la companya/companyia") va ser una reina egípcia de la I dinastia. Era esposa del rei Den. Va ser enterrada prop d'ell a Abidós.
Tot el que sabem de Semat és gràcies a una estela funerària descoberta prop de la tomba de Den a Abidós. Ostentava els títols de Maat-Hor (M33.t-Ḥr.(w), "La que veu Horus") i Renmet-Seteix (Rnm.t-Stš, "Portadora de Seth"). Ambdós títols estaven associats amb les reines de l'antic Egipte.
Semat no va ser l'única reina identificada a partir d'esteles funeràries. Altres reines l'estela funerària de les quals es va trobar prop de la tomba de Den són Seixemetka i Serethor.
Fins a la Segona Guerra Mundial l'estela de Semat va romandre al Museu Egipci de Berlín, però va ser destruïda durant el conflicte.